# Cliff Arquette
Clifford Arquette (Toledo, Ohio, 28 de diciembre de 1905-Burbank, California, 23 de septiembre de 1974) fue un actor y comediante estadounidense, famoso por su papel de "Charley Weaver".

## Carrera
Fue el patriarca de la familia de actores Arquette. Arquette fue el padre de Lewis Arquette y abuelo de Patricia Arquette, Rosanna Arquette, Alexis Arquette, Richmond Arquette y David Arquette.
Fue pianista de night club, y se unió a la orquesta de Henry Halstead en 1923. 
Se retiró del mundo del espectáculo en 1956, y hasta entonces, aunque no era excesivamente conocido, trabajó constantemente para la radio, el teatro y el cine. Llegó incluso a participar en 13 programas radiofónicos de diferentes emisoras de Chicago, yendo de un estudio a otro en lancha motora por el río Chicago.
En 1959 Arquette aceptó la invitación de Jack Paar para trabajar el programa presentado por él en la NBC, The Tonight Show.  Arquette actuaba como "Charley Weaver, un viejo de Mount Idy. Este personaje llevaba consigo, y leía, una carta de su madre. La caracterización cobró tal fama que Arquette casi nunca volvió a actuar en público como él mismo. Las cartas contenían chistes acerca de su familia y sus desgracias, y el actor utilizaba dobles sentidos en las mismas, consiguiendo la hilaridad del público
Arquette también interpretó en 1962 a Charley Weaver en el programa televisivo de la ABC The Roy Rogers and Dale Evans Show.
Además participó frecuentemente como artista invitado en The Jack Paar Show, programa de Jack Paar posterior a The Tonight Show.
Como "Charley Weaver", fue un habitual de la versión original del concurso Hollywood Squares, presentado por Peter Marshall. Con la misma caracterización participó en The Tonight Show Starring Johnny Carson.
Una notable excepción a su perenne interpretación de "Charley Weaver" fue su caracterización como Mrs. Butterworth, personaje representativo de una marca de sirope. Se vestía como la dama icono de la marca, utilizaba voz de falsete y seguía llevando su mostacho. También fue el general Sam Courage en un episodio de 1967 de F Troop.
Arquette fue un aficionado a la Guerra Civil de los Estados Unidos, y en la década de 1950 abrió el Charley Weaver Museum of the Civil War en Gettysburg, Pensilvania. El museo se localizaba en un edificio que había servido como base al general Oliver Howard durante la batalla de Gettysburg, y se mantuvo abierto durante diez años. Posteriormente se convirtió en el Soldiers National Museum.
El actor pasó un tiempo hospitalizado a principios de los años setenta a causa de una enfermedad cardiaca. Sufrió un ictus en 1973 que la mantuvo un tiempo apartado del programa Hollywood Squares. Entre los que le sustituyeron se encontraba George Gobel, cuyas actuaciones en el show se hicieron más frecuentes tras la muerte de Arquette. Parcialmente paralizado y en silla de ruedas, Arquette finalmente volvió a Squares y, aunque tenía aspecto demacrado, su mente y su sentido del humor seguían intactos. Finalmente, Cliff Arquette falleció por un ictus y sus restos fueron incinerados.